# Weinbau in Nordmazedonien

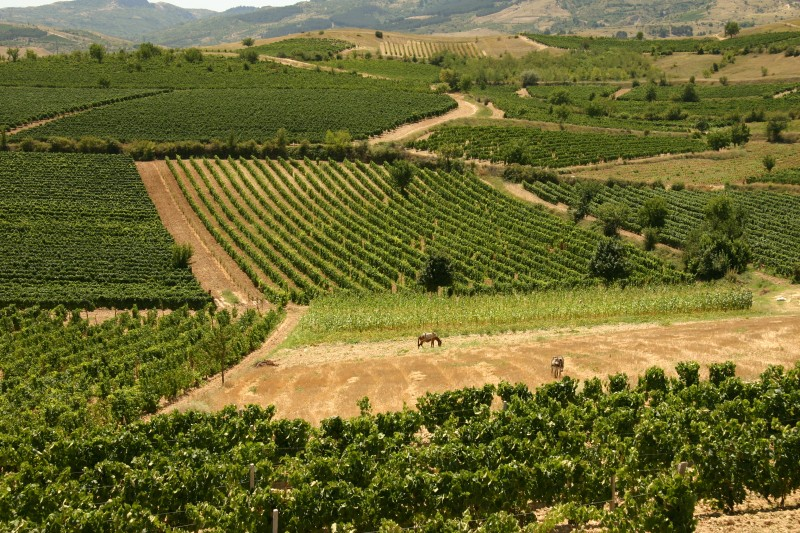
Weingärten in Nordmazedonien

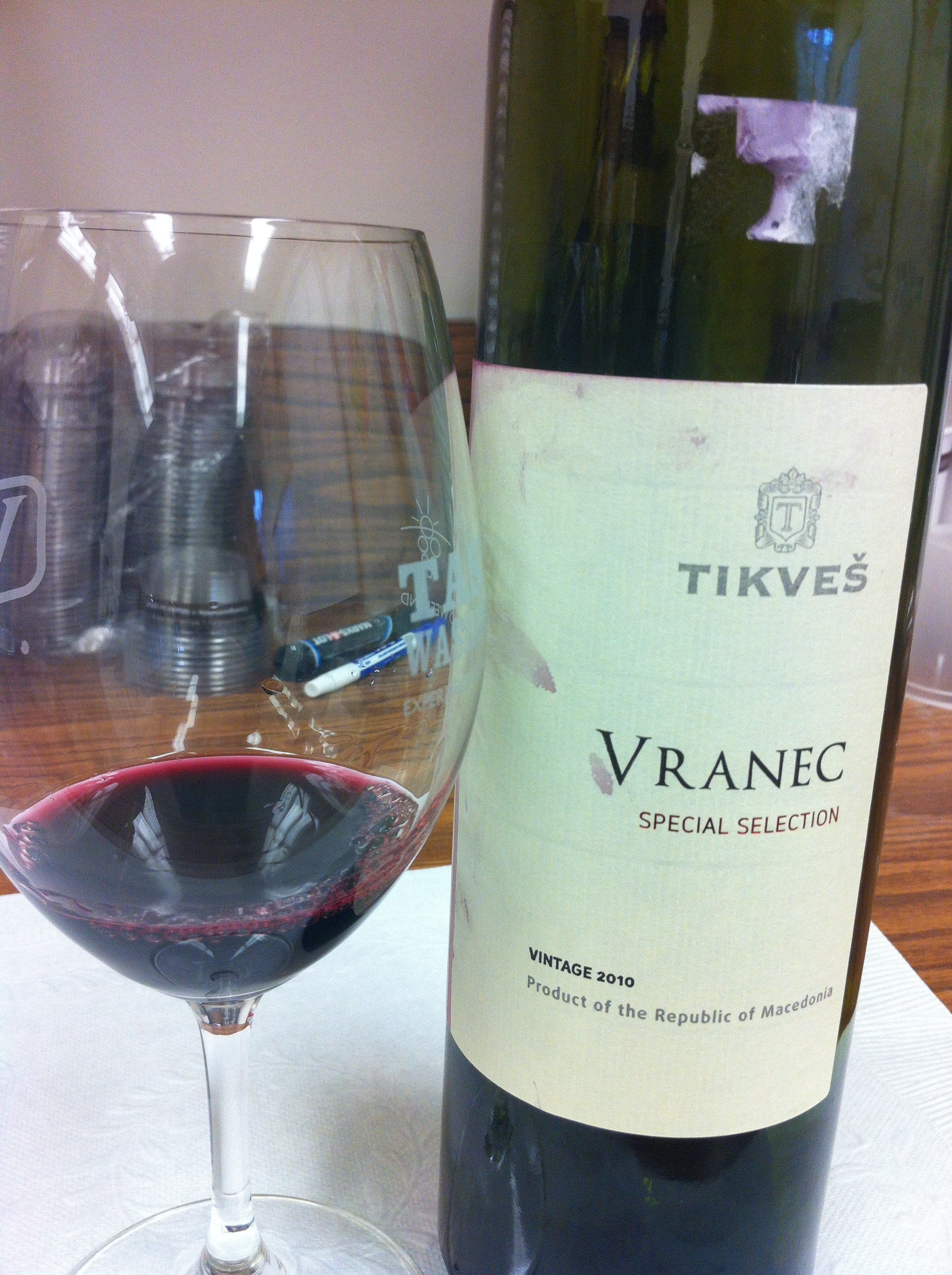
Ein Vranec von Tikveš

Der Weinbau in Nordmazedonien hat wie in den Nachbarländern eine lange Tradition.
Das Klima in Nordmazedonien ist gemischt mediterran-kontinental, die Rebfläche umfasst rund 22.400 Hektar. In den 1980er-Jahren wurden zwei Drittel der gesamten Weinproduktion Jugoslawiens in der SR Mazedonien erzeugt. Heute sind die etwa 40 Kellereien vollständig privatisiert. Der bedeutendste Weinbaubetrieb ist die 1946 als Genossenschaft gegründete Kellerei Tikveš. Das 2004 in Kraft getretene Weinbaugesetz orientiert sich an den EU-Standards.
80 % der Rebfläche sind mit Rotweinsorten bepflanzt, neben Cabernet Sauvignon und Merlot, vor allem mit einheimischen Sorten wie Vranec, Prokupac und Kratosija. Weiße Rebsorten sind Smederevra, Welschriesling sowie etwas Chardonnay und Sauvignon Blanc.
2011 hatte das Land eine Weingartenfläche von 22.000 ha und produzierte 2011 665.000 hl Wein.

## Weinbauregionen
Die Weinbauregionen, in denen „Vrvno Vino“ mit kontrollierter Herkunftsbezeichnung erzeugt werden, sind:

### Povardski (Vardartal)
Zentral entlang des Vardar gelegene – hier werden 85 % der Weine Nordmazedoniens produziert – Weinbaugebiete:
- Gevgelija-Valandovo
- Kochani-Vinica
- Ovce Pole
- Skopje
- Strumica-Radoviste
- Tikveš
- Titov Veles
- Veles

### Pcinsko Osogovski
Im Osten gelegen – Weinbaugebiete:
- Kocani
- Kratovo
- Kumanovo
- Pijanecki

### Pelagonijsko-Poloski
Im Westen gelegen – Weinbaugebiete:
- Bitola
- Ohrid
- Tetovo
- Kicevo
- Prilep
- Prespa